# Внесок солідарності
Внесок солідарності (нім. Solidaritätszuschlag, у просторіччі Soli) — додатковий збір до податку на прибуток і корпоративного податку в Німеччині, запроваджений у 1991 р., як наслідок возз'єднання Німеччини в 1990 р. Основною метою внеску було фінансування інфраструктурних проєктів нових федеральних земель, які раніше входили до складу НДР.

## Історія
Внесок солідарності був введений у 1991 р., щоб підтримати фінансування витрат на інтеграцію т.зв. нових федеральних земель. Це було частиною зусиль для економічної, соціальної та інфраструктурної адаптації сходу Німеччини до стандартів заходу Німеччини.
Спочатку внесок був введений терміном на один рік (до 30 червня 1992 р.) і становив 7,5% до суми податку на прибуток. Пізніше внесок був скасований, а втім у 1995 році він був відроджений в такому ж вигляді і проіснував у цій формі до 31 грудня 1997 року, після чого, з 1 січня 1998 року, був знижений до 5,5%. Урешті, у 2021 р., після численних змін в податковому законодавстві, основну частину платників податків було звільнено від сплати внеску. Тепер внесок стягується тільки з осіб, чиї річні доходи перевищують 61000 євро для одиноких осіб та 121000 євро для подружніх пар (станом на 2024 р.).